# STS-51-J
STS-51-J (ang. Space Transportation System) – pierwsza misja wahadłowca kosmicznego Atlantis, dwudziesta pierwsza programu lotów wahadłowców.

## Załoga
źródło
- Karol J. „Bo” Bobko (3)*, dowódca (CDR)
- Ronald Grabe (1), pilot (PLT)
- David Hilmers (1), specjalista misji (MS1)
- Robert L. Stewart (2), specjalista misji (MS2)
- William A. Pailes (1), specjalista ładunku (PS)

*(liczba w nawiasie oznacza liczbę lotów odbytych przez każdego z astronautów)

## Parametry misji
- Masa: 
  - startowa orbitera: –  kg ?

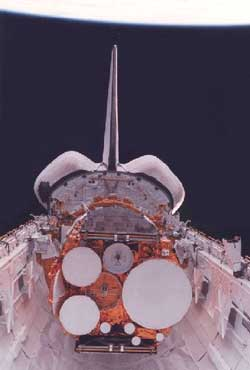
Odtajnione zdjęcie satelitów komunikacyjnych DSCS-III

  - lądującego orbitera: ~ 86 400 kg
  - Ładunku: ~20 600 kg
- Perygeum: 476 km
- Apogeum: 486 km
- Inklinacja: 28,5°
- Okres orbitalny: 94,2 min

## Misja
Druga misja w pełni przygotowana przez Pentagon. Głównym celem było wyniesienie na orbitę dwóch wojskowych satelitów telekomunikacyjnych do łączności wojskowej, odpornych na zakłócenia zewnętrzne: USA-11 i USA-12 typu DSCS-III (Defense Satellite Communications System), wyprodukowanych przez firmę General Electric. Ich masa szacowana była na około 1000 kg. Satelity z ładowni wahadłowca przemieściły się na orbitę geostacjonarną za pomocą stopnia rakietowego IUS. Cała misja objęta była tajemnicą, jednak ogłoszono, że zakończyła się sukcesem.